# Kibole
Kibole (ang. The Football Factory) – dramat wyprodukowany w Wielkiej Brytanii w 2004 roku. Film jest oparty na powieści Johna Kinga o takim samym tytule. Serwis Rotten Tomatoes przyznał filmowi wynik 38%.

## Opis fabuły
Film opowiada o losach pseudokibiców angielskiej drużyny Chelsea F.C. Głównym bohaterem jest Tommy. Oprócz cotygodniowych bójek, film pokazuje także inne elementy życia bohatera – imprezy, narkotyki, oraz przypadkowy seks. W końcu dochodzi do nadzwyczaj brutalnego starcia z pseudokibicami innej lokalnej drużyny – Millwall. Po tej bójce ustawki pseudokibiców przeradzają się w regularną bitwę. Film traktuje o relacjach pomiędzy pseudokibicami zwaśnionych od zawsze klubów Londynu: Milwall oraz Chelsea.

## Obsada
- Danny Dyer – Tommy Johnson
- Frank Harper – Billy Bright
- Neil Maskell – Rod
- Roland Manookian – Zeberdee
- Jamie Foreman – Taksówkarz
- Tamer Hassan – Millwall Jack
- Kara Tointon – Tameka/Shie
- Tony Denham – Harris
- Stephen Humby – Chuligan
- Danny Kelly – Komentator
- Sophie Linfield – Tamara
- Dudley Sutton – Bill Farrell
- Adam Bolton – Adam
- Philip Dunbar – Sędzia